# A Collection of Great Dance Songs
1981. november 23-án – Roger Waters akarata ellenére – megjelent a Pink Floyd A Collection of Great Dance Songs című válogatásalbuma.
Az album azért különleges, mert új keverésben hallható rajta a "Shine on You Crazy Diamond" (1., 2., 4. és 7. rész) és az "Another Brick in the Wall (Part II)" (az intro a kislemezről való, a dal többi része pedig az albumról). Mivel a Capitol Records nem engedélyezte a Columbia Recordsnak a "Money" használatát, David Gilmour újra felvette a dalt. Ő énekelt, gitározott, basszusgitározott, dobolt és játszott a billentyűs hangszereken, a szaxofonszólót azonban – mint az eredeti változaton is – Dick Parry játszotta. Bizonyos mértékben különbözik az 1973-as változattól, ami leginkább a gitár- és szaxofonszólónál vehető észre.
A cím elég vicces, mert a Pink Floyd zenéjére nehéz, ha nem éppen lehetetlen táncolni. Valószínűleg ezt támasztja alá a borítón látható kép is, ahol a táncoló pár a földhöz van kötve, ezért nem tudnak megmozdulni. Mivel a Hipgnosis viszonya megromlott Watersszel, ezért a borítót TCP álnéven készítették. A belső borítón táncosok képei voltak fehér (UK) és fekete (US) háttér előtt. A bakelit címkéje fekete volt, rajta kék csíkokkal és táncosok piros vázlatrajzaival, a másik oldalon pedig ennek az ellentéte.
Az RIAA tanúsítványai szerint az album 1982. január 29-én aranylemez, 1989. július 6-án platinalemez, 2001 augusztusában pedig dupla platina minősítést kapott. Az album a brit listákon 37., az amerikai listákon pedig 31. lett. 1997-ben a Columbia Records az egész világon – Európát kivéve – CD-n újra kiadta az albumot. 2000-ben a Capitol Records az USA-ban, az EMI pedig a világ többi részén (Európában is) újra megjelentette az 1997-es újrakevert kiadást.

## Az album dalai
1. "One of These Days"
  - A Meddle című albumról.
2. "Money"
  - Újra felvett változat. (A The Dark Side of the Moon című albumról.)
3. "Sheep"
  - Az Animals című albumról.
4. "Shine on You Crazy Diamond"
  - A Wish You Were Here című albumról (rövidített változat).
5. "Wish You Were Here"
  - A Wish You Were Here című albumról
6. "Another Brick in the Wall (Part II)"
  - A The Wall című albumról (szerkesztett változat).

## Közreműködők
- David Gilmour – ének, gitár, basszusgitár, minden hangszer a "Money"-ban (kivéve a szaxofon)
- Roger Waters – ének, basszusgitár, ritmusgitár a "Sheep"-en
- Richard Wright – billentyűs hangszerek, szintetizátor, vokál
- Nick Mason – dob, ütőhangszerek, „ének” a "One of These Days"-en
- Dick Parry – szaxofon

### Produkció
- Doug Sax – keverés, újrakeverés
- James Guthrie – produkciós vezető
- Hipgnosis – borítóterv és fényképek TCP álnéven (Thorgerson, Christopherson és Powell)